# La Peleș
La Peleș este o operă literară scrisă de Ion Luca Caragiale. 